# White River (přítok Mississippi)
White River je severoamerická řeka dlouhá 1162 km, která protéká americkými státy Arkansas a Missouri. Pramení v Bostonských horách na severozápadě Arkansasu, obloukem se stáčí na sever přes jižní část státu Missouri a poté se vrací zpět do Arkansasu, kde teče na jihovýchod až ke svému ústí do řeky Mississippi.

## Průběh toku
Řeka White River pramení v Bostonských horách na severozápadě Arkansasu, v národním lese Ozark-St. Francis jihovýchodně od Fayetteville. Řeka teče od pramene na sever a protéká jihozápadní částí státu Missouri a poté směřuje na jihovýchod přes Arkansas ke svému ústí do řeky Mississippi.
Po vstupu do oblasti Mississippi River Valley poblíž města Batesville v Arkansasu se řeka stává splavnou pro plavidla s malým ponorem a její rychlost se výrazně snižuje. Posledních 16 km slouží jako poslední úsek McClellan-Kerrova arkansaského říčního plavebního systému (McClellan–Kerr Arkansas River Navigation System, MKARNS); tato část kanálu je hlubší než zbytek řeky.

## Vodní režim
Přestože je mnohem kratší než řeka Arkansas, odvádí téměř stejné množství vody – běžně více než 570 m³/s a občas více než 2800 m³/s v období záplav.

## Využití
Ve 20. století byly rozsáhlé úseky řeky White River změněny výstavbou přehrad, které vytvořily řadu umělých nádrží pro účely protipovodňové ochrany, ale také pro hydroenergetické účely, rozvod vody a hospodaření s ní a pro rekreaci. První z nich, vycházíme-li od pramenů, je nádrž Beaver Lake v severozápadním Arkansasu, následují nádrže Table Rock a Taneycomo v jižním Missouri a nakonec nádrž Bull Shoals, když se řeka stáčí na jih do severního Arkansasu. Za přehradou Bull Shoals se řeka White River vrací ke svému přirozenému břehovému stavu, když směřuje na jihovýchod přes východní část národního lesa Ozark-St. Francis.

### Ozark Power and Water Company
V roce 1910 Kongres povolil nově vzniklé společnosti Ozark Power and Water Company výstavbu hydroelektrické přehrady na řece White River. Přehrada Powersite poblíž města Forsyth ve státě Missouri byla dokončena v roce 1913 a stála 2,3 milionu dolarů. Projekt přinesl elektřinu do venkovské oblasti Ozark Mountains jižně od Springfieldu ve státě Missouri, přičemž programy elektrifikace venkova ve 40. letech 20. století rozšířily služby do okolního regionu. Rekreace na nádrži Taneycomo přilákala turisty do Rockaway Beach a Bransonu. Společnost Ozark Power and Electric Company fungovala samostatně až do roku 1927, kdy se v roce 1927 spojila se společností Empire District Electric Company, která vlastní a provozuje Powersite dodnes.

## Přítoky
Významnějšími přítoky White River jsou Cache River, Bayou des Arc, Little Red River, Black River, North Fork River, Crooked Creek, Buffalo River, Kings River, James River, a Roaring River.

## Sídla

### Arkansas
- Augusta
- Batesville
- Calico Rock
- Newport

### Missouri
- Branson
- Hollister
- Rockaway Beach

## Rybaření
Pstruzi jsou s oblibou loveni v horních úsecích řeky, a to od Beaver Lake v severozápadním Arkansasu, přes jihozápadní Missouri (včetně celé nádrže Taneycomo) až po most dálnice 58 v Guionu. Řeka je dlouhodobě řazena mezi nejlepší pstruhařské vody v zemi. V těchto vodách je oblíbený rybolov řady druhů pstruhů včetně pstruha duhového, obecného a žlutohrdlého. Ve vodách pod Bull Shoals Lake a North Fork River leží řada pstruhařských středisek. V těchto vodách je také oblíbený rybolov mořčáka zlatavého.